# Championnat du Liberia de football 2016
Navigation
Edition 2013-2014 Edition suivante
La saison 2016 du Championnat du Liberia de football est la 43e édition du championnat de première division liberien. Les onze clubs engagés sont regroupés au sein d'une poule unique où ils s'affrontent à deux reprises, à domicile et à l'extérieur. En fin de saison, les trois derniers du classement sont relégués et remplacés par les trois meilleurs clubs de Second Division, la deuxième division nationale.
C'est le club de Barrack Young Controllers FC qui remporte la compétition cette saison après avoir terminé en tête du classement final, avec onze points d'avance sur le FC Fassell et dix-sept sur le tenant du titre, Nimba United. C'est le troisième titre de champion du Liberia de l'histoire du club.

## Participants
- LISCR FC
- Barrack Young Controllers FC
- Nimba United
- LPRC Oilers
- Watanga FC
- FC Fassell
- NPA Anchors
- Keitrace FC
- Holder FC - Promu de D2
- ELWA United - Promu de D2
- Mighty Dragons - Promu de D2

## Compétition

### Classement
Le classement est établi sur le barème de points classique (victoire à 3 points, match nul à 1, défaite à 0). Pour départager les égalités, on tient d'abord compte de la différence de buts générale, puis du nombre de buts marqués, puis des confrontations directes.
| Rang | Équipe                       | Pts | J  | G  | N | P  | Bp | Bc | Diff |
| ---- | ---------------------------- | --- | -- | -- | - | -- | -- | -- | ---- |
| 1    | Barrack Young Controllers FC | 49  | 20 | 15 | 4 | 1  | 44 | 12 | +32  |
| 2    | FC Fassell                   | 38  | 20 | 11 | 5 | 4  | 35 | 22 | +13  |
| 3    | Nimba UnitedT                | 32  | 20 | 9  | 5 | 6  | 27 | 23 | +4   |
| 4    | Watanga FC                   | 29  | 20 | 7  | 8 | 5  | 30 | 22 | +8   |
| 5    | LISCR FC                     | 27  | 20 | 7  | 6 | 7  | 28 | 22 | +6   |
| 6    | LPRC Oilers                  | 24  | 20 | 5  | 9 | 6  | 18 | 19 | -1   |
| 7    | ELWA UnitedP                 | 22  | 20 | 6  | 4 | 10 | 20 | 29 | -9   |
| 8    | Keitrace FC                  | 21  | 20 | 5  | 6 | 9  | 24 | 33 | -9   |
| 9    | Mighty DragonsP              | 19  | 20 | 5  | 4 | 11 | 18 | 39 | -21  |
| 10   | NPA Anchors-3                | 18  | 20 | 4  | 9 | 7  | 16 | 24 | -8   |
| 11   | Holder FCP                   | 15  | 20 | 3  | 6 | 11 | 21 | 36 | -15  |

|  | Qualification pour la Ligue des champions de la CAF 2017 |
|  | Relégation directe en Second League                      |
|  | T : Tenant du titre P : Promu de Second League           |

## Bilan de la saison
| Championnat du Liberia de football 2016                             |                                         |
| Champion                                                            | Barrack Young Controllers FC (3e titre) |
| Coupes et trophées                                                  |                                         |
| Vainqueur de la Coupe du Liberia 2016                               | MC Breweries (D2)                       |
| Qualifications continentales                                        |                                         |
| Ligue des champions de la CAF 2017                                  | Barrack Young Controllers FC            |
| Coupe de la confédération 2017                                      | MC Breweries                            |
| Promotions et relégations                                           |                                         |
| Promus en First Division                                            | MC Breweries                            |
| Promus en First Division                                            | Jubilee FC                              |
| Promus en First Division                                            | Mighty Barrolle                         |
| Promus en First Division                                            | Invincible Eleven                       |
| Relégués en Championnat du Liberia de football de deuxième division | Mighty Dragons                          |
| Relégués en Championnat du Liberia de football de deuxième division | NPA Anchors                             |
| Relégués en Championnat du Liberia de football de deuxième division | Holder FC                               |